# Dzikowo Iławeckie
Dzikowo Iławeckie (Duits: Wildenhoff) is een plaats in het Poolse district  Bartoszycki, woiwodschap Ermland-Mazurië. De plaats maakt deel uit van de gemeente Górowo Iławeckie en telt 290 inwoners.